# أيديولوجيا اللغة

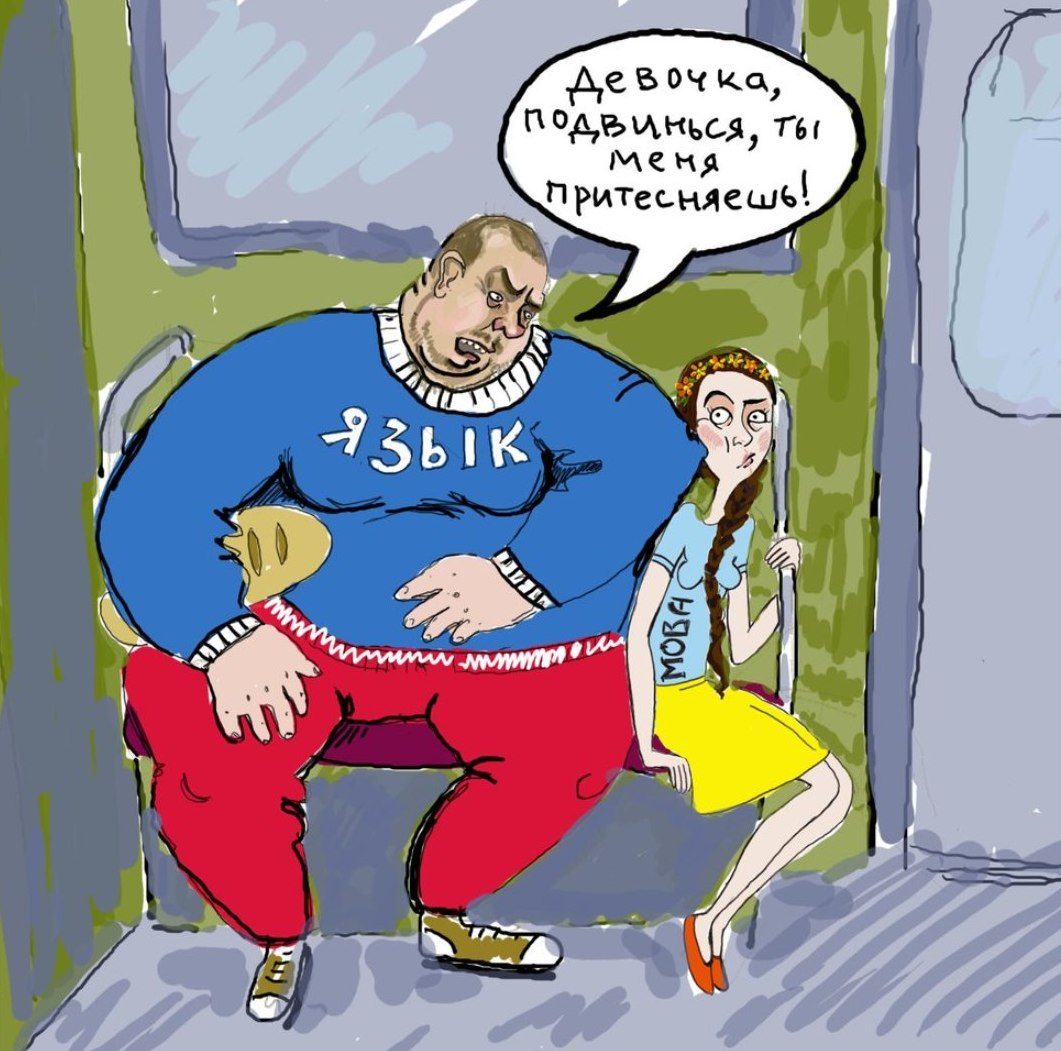

أيديولوجيا اللغة (بالإنجليزية: Language ideology)‏ أو الأيديولوجيا اللغوية، تُستخدم في علم الإنسان (خاصة في الأنثروبولوجيا اللغوية)، وفي علم اللسانيات الاجتماعية، وفي الدراسات العابرة للثقافات، لتوصيف أي دفعة من المعتقدات حول اللغات كما تُستخدم في العالم الاجتماعي. تعرض أيديولوجيا اللغة كيف ترتبط معتقدات المتحدث اللغوية بالنظم الاجتماعية الثقافية الأوسع التي ينتمي إليها الفرد، عند التعرُّف عليها واستكشافها، لإيضاح كيف تتشكل معتقدات اللغة بهذه النظم. تربط أيديولوجيا اللغة الافتراضات الصريحة والضمنية حول اللغة أو اللغات عمومًا بالتجربة الاجتماعية والاهتمامات السياسية والاقتصادية. أيديولوجيا اللغة عبارة عن أطر مفاهيمية حول اللغات، والمتحدثين، والممارسات الخطابية. تتأثر أيديولوجيا اللغة، مثل غيرها من الأيديولوجيات، بالاهتمامات السياسية والأخلاقية، وتتشكل وفقًا للإعدادات الثقافية.

## المقاربات والتطبيقات

### التعريفات
لاحظ عدد من الأكاديميين صعوبة الحد من إطار أيديولوجيا اللغة ومعناها وتطبيقاتها. يصف باحث الأنثروبولوجيا اللغوية بول كروسكريتي أيديولوجيا اللغة بأنها «مفهوم عنقودي، يتكون من عدد من الأبعاد المتقاربة» بالعديد من «الطبقات الدلالية المتشابكة جزئيًا، والقابلة للتمييز التحليلي في آن» ويستشهد بالدراسة الحالية عن أيديولوجيا اللغة قائلًا عنها: «لا وحدة فريدة... لا مصنفات جوهرية، مع مدى واسع من التعريفات». يضع آلان رومسي أحد أوسع التعريفات، ويصف أيديولوجيا اللغة بأنها «مجموعة من المفاهيم الدارجة حول طبيعة اللغة في العالم». يرى كروسكريتي أن هذا التعريف غير مرضي؛ لأنه «يفشل في التأطير لإشكالات التباينات الأيديولوجية للغة، وبالتالي يعزز رؤية متجانسة عن الأيديولوجيات اللغوية خلال المجموعة الثقافية». يؤكد مايكل سيلفرستين على دور وعي المتحدث في التأثير على بنية اللغة، ويعرِّف الأيديولوجيا اللغوية بقوله إنها «مجموعة من المعتقدات حول اللغة، يصيغها المستخدم، بوصفها تبريرات عن بنية اللغة المتصورة واستخدامها». تشمل التعريفات التي تؤكد على العوامل الثقافية الاجتماعية وصف شيرلي هيث لأيديولوجيا اللغة بأنها «أفكار جلية، وأهداف يؤمن بها عدد من الناس، تخص أدوار اللغة في التجارب الاجتماعية لأعضائها، عندما يساهمون في التعبير عن الجماعة» بينما يعرِّف جوديث إرفين المفهوم باعتباره «نظامًا ثقافيًا من الأفكار عن العلاقات اللغوية والاجتماعية، بمضمونها الأخلاقي والسياسي من الاهتمامات».

### المقارنة بين المقاربات المحايدة والنقدية
يمثل الانقسام بين المقاربتين النقدية والمحايدة للأيديولوجيا انقسامًا أساسيًا في دراسات أيديولوجيا اللغة. تنص المقاربة المحايدة على أن معتقدات المتحدث وأفكاره عن اللغة تتشكل بالنظم الثقافية المنغمس فيها، دون محاولة التعرف على التباينات خلال هذه الأنظمة أو عبرها. ستُكشف أيديولوجيا واحدة في تلك الحالات غالبًا. من الأمثلة الشائعة على المقاربات المحايدة لأيديولوجيا اللغة، وصفها بأنها ممثلة لمجتمع كامل أو ثقافة، مثل تلك المدرجة في البحوث الإثنية.
تستكشف المقاربات النقدية عن أيديولوجيا اللغة قدرة اللغة والأيديولوجيا اللغوية، لاستخدامها كاستراتيجيات تحافظ على السلطة الاجتماعية والهيمنة. تصف كاثرين وولارد وبامبي شيفلين هذه المقاربات باعتبارها دراسات عن «بعض جوانب التمثيل والإدراك الاجتماعي، بأصول اجتماعية معينة أو صفات وظيفية وشكلية». تنتشر تلك الدراسات في مناقشات سياسة اللغة والتداخل بين اللغة والطبقة الاجتماعية، ولكن الاختلاف الجوهري بين هذه المقاربات لأيديولوجيا اللغة والأفهام المحايدة للمفهوم أن الأول يؤكد على وجود تباينات وتناقضات خلال الأيديولوجيات وبينها، بينما تنظر المقاربة الأخيرة للأيديولوجيا بصفتها مفهومًا له مصطلحاته الخاصة.

## مناطق التساؤل

### استخدام اللغة وبنيتها
يطرح عدد من الأكاديميين أن الأيديولوجيا تلعب دورًا في تشكيل البنية اللغوية والتأثير عليها، وتكوين أشكال الحديث. يرى مايكل سيلفرستين أن وعي المتحدث باللغة وتبريراته عن بنيتها واستخدامها يلعبان دورًا حرجًا في تشكيل بنية اللغة وتطورها. طبقًا لسيلفرستين، تمهد أيديولوجيا المتحدث عن اللغة إلى التباينات الحادثة؛ بسبب الوعي المحدود ببنى اللغة، ما يؤدي إلى تنظيم أي تباين مبرر بأي أيديولوجيا سائدة أو منتشرة ثقافيًا. ينتشر في اللغة الإنجليزية ضمير المذكر هو «He»، على سبيل المثال، للاستخدام العام دون معرفة جنس المتحدث، وقد فُهم هذا الاستخدام على أنه رمز للمجتمع الذكوري الأبوي، وارتفعت الأصوات المعارضة لهذه الحالة مع صعود الحركة النسوية، للمطالبة بالكف عن استخدام «He» لصالح «He or She» وتعني «هو أو هي». بُرر رفض «هو العامة» بالرغبة المتصاعدة لتحقيق المساواة بين الجنسين وتمكين المرأة، بعد أن عمت تلك الحركات ثقافيًا بما يكفي لإحداث هذا التغيير.